# Dübendorf
Dübendorf es una ciudad y comuna suiza del cantón de Zúrich, situada en el distrito de Uster. Limita al norte con las comunas de Wallisellen y Dietlikon, al noreste con Wangen-Brüttisellen, al este y sureste con Volketswil y Schwerzenbach, al sur con Fällanden, y al suroeste y oeste con Zúrich.

## Transportes

### Ferrocarril
Existe una estación de ferrocarril en la ciudad en la que efectúan parada trenes de cercanías de tres líneas de la red S-Bahn Zúrich.